# Diócesis de Amargosa
La diócesis de Amargosa (en latín: Dioecesis Amargosen(sis) y en portugués: Diocese de Amargosa) es una circunscripción eclesiástica latina de la Iglesia católica en Brasil, sufragánea de la arquidiócesis de San Salvador de Bahía. La diócesis es sede vacante desde el 18 de agosto de 2021. 

## Territorio y organización
La diócesis tiene 13 972 km² y extiende su jurisdicción sobre los fieles católicos de rito latino residentes en 27 municipios del estado de Bahía: Amargosa, Aratuípe, Cairu, Castro Alves, Conceição do Almeida, Dom Macedo Costa, Elísio Medrado, Iaçu, Itatim, Jaguaripe, Jiquiriçá, Laje, Milagres, Muniz Ferreira, Mutuípe, Nazaré, Nilo Peçanha, Presidente Tancredo Neves, Rafael Jambeiro, Santa Teresinha, Santo Antônio de Jesus, São Felipe, São Miguel das Matas, Taperoá, Ubaíra, Valença y Varzedo.
La sede de la diócesis se encuentra en la ciudad de Amargosa, en donde se halla la Catedral de Nuestra Señora del Buen Consejo.
En 2018 en la diócesis existían 35 parroquias.

## Historia
La diócesis fue erigida el 10 de mayo de 1941 con la bula Apostolicum munus del papa Pío XII, obteniendo el territorio de la arquidiócesis de San Salvador de Bahía.
El 27 de julio de 1957 cedió parte de su territorio para la erección de la diócesis de Vitória da Conquista (hoy arquidiócesis de Vitória da Conquista) mediante la bula Christus Iesus del papa Pío XII.
El 14 de noviembre de 1959 cedió parte de su territorio para la erección de la diócesis de Ruy Barbosa mediante la bula Mater Ecclesia del papa Juan XXIII.
El 7 de noviembre de 1978 cedió otra parte de su territorio para la erección de la diócesis de Jequié mediante la bula Quo absolutius del papa Juan Pablo II.

## Estadísticas
De acuerdo al Anuario Pontificio 2019 la diócesis tenía a fines de 2018 un total de 638 355 fieles bautizados.
| Año                                                                             | Población            | Población | Población      | Sacerdotes | Sacerdotes    | Sacerdotes    | Bautizados por sacerdote | Diáconos permanentes | Religiosos | Religiosos | Parroquias |
| Año                                                                             | Bautizados católicos | Total     | % de católicos | Total      | Clero secular | Clero regular | Bautizados por sacerdote | Diáconos permanentes | Varones    | Mujeres    | Parroquias |
| ------------------------------------------------------------------------------- | -------------------- | --------- | -------------- | ---------- | ------------- | ------------- | ------------------------ | -------------------- | ---------- | ---------- | ---------- |
| 1950                                                                            | 700 000              | 720 000   | 97.2           | 25         | 20            | 5             | 28 000                   |                      | 4          | 25         | 30         |
| 1959                                                                            | 440 000              | 450 000   | 97.8           | 26         | 20            | 6             | 16 923                   |                      | 6          | 31         | 22         |
| 1964                                                                            | 467 000              | 487 588   | 95.8           | 26         | 18            | 8             | 17 961                   |                      | 8          | 60         | 23         |
| 1970                                                                            | 480 000              | 500 000   | 96.0           | 25         | 18            | 7             | 19 200                   |                      | 7          | 35         | 22         |
| 1976                                                                            | 488 000              | 535 000   | 91.2           | 24         | 18            | 6             | 20 333                   |                      | 6          | 43         | 24         |
| 1980                                                                            | 400 000              | 410 213   | 97.5           | 25         | 13            | 12            | 16 000                   |                      | 12         | 26         | 25         |
| 1990                                                                            | 503 000              | 526 000   | 95.6           | 26         | 17            | 9             | 19 346                   |                      | 9          | 30         | 23         |
| 1999                                                                            | 584 000              | 608 000   | 96.1           | 26         | 21            | 5             | 22 461                   |                      | 6          | 43         | 24         |
| 2000                                                                            | 592 000              | 616 000   | 96.1           | 28         | 23            | 5             | 21 142                   |                      | 6          | 43         | 24         |
| 2001                                                                            | 530 000              | 552 042   | 96.0           | 29         | 23            | 6             | 18 275                   |                      | 7          | 31         | 24         |
| 2002                                                                            | 537 000              | 560 000   | 95.9           | 28         | 23            | 5             | 19 178                   |                      | 7          | 28         | 24         |
| 2003                                                                            | 537 000              | 552 042   | 97.3           | 32         | 26            | 6             | 16 781                   |                      | 8          | 27         | 24         |
| 2004                                                                            | 537 000              | 552 042   | 97.3           | 30         | 24            | 6             | 17 900                   |                      | 8          | 27         | 24         |
| 2006                                                                            | 551 000              | 567 000   | 97.2           | 29         | 24            | 5             | 19 000                   |                      | 6          | 27         | 24         |
| 2012                                                                            | 608 000              | 629 000   | 96.7           | 31         | 25            | 6             | 19 612                   |                      | 7          | 38         | 26         |
| 2015                                                                            | 622 700              | 644 000   | 96.7           | 33         | 27            | 6             | 18 869                   |                      | 7          | 28         | 26         |
| 2018                                                                            | 638 355              | 660 220   | 96.7           | 39         | 32            | 7             | 16 368                   |                      | 8          | 35         | 35         |
| Fuente: Catholic-Hierarchy, que a su vez toma los datos del Anuario Pontificio. |                      |           |                |            |               |               |                          |                      |            |            |            |

## Episcopologio
- Floréncio Cicinho (Sisinio) Vieira † (11 de abril de 1942-11 de enero de 1969 renunció[7])
- Alair Vilar Fernandes de Melo † (17 de marzo de 1970-6 de abril de 1988 nombrado arzobispo de Natal)
- João Nílton dos Santos Souza (31 de agosto de 1988-10 de junio de 2015 renunció)
- Valdemir Ferreira dos Santos (4 de mayo de 2016-18 de agosto de 2021 nombrado obispo de Penedo)
  - Sede vacante, desde 2021